# Vinculaspis atibaiensis
Vinculaspis atibaiensis är en insektsart som först beskrevs av Ernest Lepage 1937.  Vinculaspis atibaiensis ingår i släktet Vinculaspis och familjen pansarsköldlöss. Inga underarter finns listade i Catalogue of Life.